# Рай (печера)
Печера Рай (пол. Jaskinia Raj) — вапнякова карстова печера, розташована в Хенцинах  (Свентокшиські гори) у Свентокшиському воєводстві (Польща) в природному заповіднику Печера Рай, за 11 км на південний захід від Кельце.Вирізняється надзвичайно багатими, різноманітними та добре збереженими печерними відкладами; поруч із Ведмежою печерою в Судетах, це одне з унікальних карстових місць у Польщі. Відкрита для туризму.

## Загальна інформація
Печера Рай розташована в межах девонського вапнякового виходу, який утворює невеликий пагорб під назвою Малік (також Молік, Малек), приблизно на 270 м над рівнем моря. Згаданий пагорб розташований у Болеховицькому хребті, який є північним крилом Гансько-Болеховицької синкліналі. Це невелика печера, загальна довжина її коридорів становить 240 метрів. Довжина екскурсійного маршруту становить 180 м; екскурсія триває приблизно 45 хвилин. Є електричне освітлення. Екскурсії проводяться під наглядом гіда в групах до 15 осіб. Печеру можна відвідати з 15 січня по 15 листопада. У понеділки, на Великдень, 31 серпня та 1 листопада печера зачинена.
Вхід до печери Рай здійснюється через вхідний павільйон, де розташовані квиткові каси, кафе та невеликий музей. Музейна експозиція представляє геологію, історію, а також археологічні та палеонтологічні знахідки, виявлені під час дослідження печери групами вчених.
Вхід до печери здійснюється через штучно викопаний прохід довжиною 21 метр. У печері постійна температура приблизно 9°C, а вологість повітря приблизно 95%. Маршрут веде через Вступну камеру, Камеру металолому, а потім через ще один викопаний прохід до Колонної зали. Після перетину мосту маршрут веде через Сталактитову залу, яка є найбагатшою на сталактити, через Високу залу та Вхідну камеру до музейного павільйону та виходу. У самій печері можна побачити різноманітні форми накипів, іноді з оригінальними формами, такі як сталактити, сталагміти, сталагнати, озера та рисові поля. Загальна кількість: 47 518 форм накипів, включаючи 47 173 сталактитів. Найвищий сталагміт має висоту 77 см, а найтовстіший має довжину основи 6,27 м. Найвища сталактитова колона має висоту 1,95 м.
Протягом зимового сезону печера Рай є місцем сплячки кажанів, головним чином нічниці великої. Тут зареєстровано 9 видів цих летючих ссавців.
Поруч із печерою є стежка  Червоний туристичний шлях від Хенцин до Кельце.
У 2014 році печеру Рай відвідали 94 000 осіб,  95 118 осіб у 2013 році. Спочатку печерою керував Воєводський центр спорту, туризму та відпочинку, а зараз нею керує Туристичне підприємство Лишогури.

## Історія
Печера утворилася у вапнякових скелях, що утворилися на дні мілководного моря приблизно 360 млн років тому (середній девон). Формування печери відбувалося в кілька етапів, переважно наприкінці третинного та у четвертинному періодах.
Близько 50 тисяч років тому в печері жили неандертальці. Кременеві знаряддя праці, знайдені в різних шарах печерних відкладів, свідчать про те, що печеру двічі заселяли неандертальці, представники мустьєрської культури. Це одне з найпівнічніших місць цієї культури в Європі. У печерних відкладеннях не було знайдено людських останків, але відзначено наявність зубів та кісток великих ссавців, таких як печерні та бурі ведмеді, мамути, печерні гієни, носоріг волохатий, вівцебик, степовий бізон, північний олень, кінь та песець. Також було знайдено численні останки дрібних хребетних, переважно гризунів.
Протягом останніх тисяч років вхід до печери був повністю засипаний (що, ймовірно, захищало накипні плити печери).
Печеру виявлено наприкінці 1963 року під час видобутку каміння для будівельних цілей на схилі пагорба Малік. Першими, хто потрапив всередину через щілину, були четверо підлітків із сусідньої Сіткувки, які завдали численних руйнувань накипному настилу. Після цього вхід до печери засипали, щоб уникнути нещасних випадків. У 1964 році під час літніх польових робіт четверо студентів геологічного технікуму в Кракові (Богдан Балдун, Збігнєв Бохаєвський, Влодзімєж Луцький і Войцех Пуцек) увійшли в печеру. Через кілька днів вони повернулися туди з вчителькою Мирославою Бочаровою. Щоразу вхід до печери маскували, щоб запобігти її спустошенню. Про відкриття печери першовідкривачі повідомили Ришарда Ґрадзінського зі спелеологічної секції Польського товариства натуралістів імені Миколая Коперника. Через надзвичайні природні цінності та для контрасту з печерами в районі Пекло, першовідкривачі назвали печеру Раєм. У жовтні 1964 року студенти разом зі своїм учителем та Р. Ґрадзінський провели ще одне дослідження печери, після чого було складено першу фотодокументацію та план печери.
Після відвідування печери в січні 1965 року члени правління спелеологічної секції повідомили Державну раду з охорони природи та воєводського охоронця природи. У номері 3 Przegląd Geologiczny була опублікована стаття Мирослава Бочарова Відкриття нової печери у Свєнтокшиських горах. Після публікації інформації про точне географічне місце печери в пресі відбулися неконтрольоване оглядання визначної пам'ятки та подальше руйнування. Співробітники Свєнтокшиського відділення Геологічного інституту у квітні 1965 року виявили це та закрили вхідний отвір ґратами. Водночас було проведено систематичні дослідження печери, зокрема: перші в Польщі стаціонарні дослідження печерного мікроклімату (листопад 1965 – листопад 1966). Результати показують, що вологість повітря в печері близька до насичення (96–100%), а температура повітря майже постійна, коливається у межах 6–8 °C протягом року.
У 1966 році прийнято рішення відкрити печеру для організованого туризму. Проведено багато гірничих робіт, щоб убезпечити печеру та зробити її доступною для відвідувачів. На місці колишнього входу було побудовано тунель, що вів до печери та захищав мікроклімат усередині, побудовані тротуари та вентиляційна шахта. 5 жовтня 1968 року печеру було оголошено заповідником. У 1967–1972 роках під час гірничодобувних, будівельних та монтажних робіт, що призвели до підготовки об'єкта до відвідування, також проводилися археологічні, палеонтологічні та геологічні дослідження (включаючи капілярний покрив).
З 1972 року печера відкрита для відвідувачів. Першим директором та гідом у печері був Тадеуш Доленговський.

## Галерея

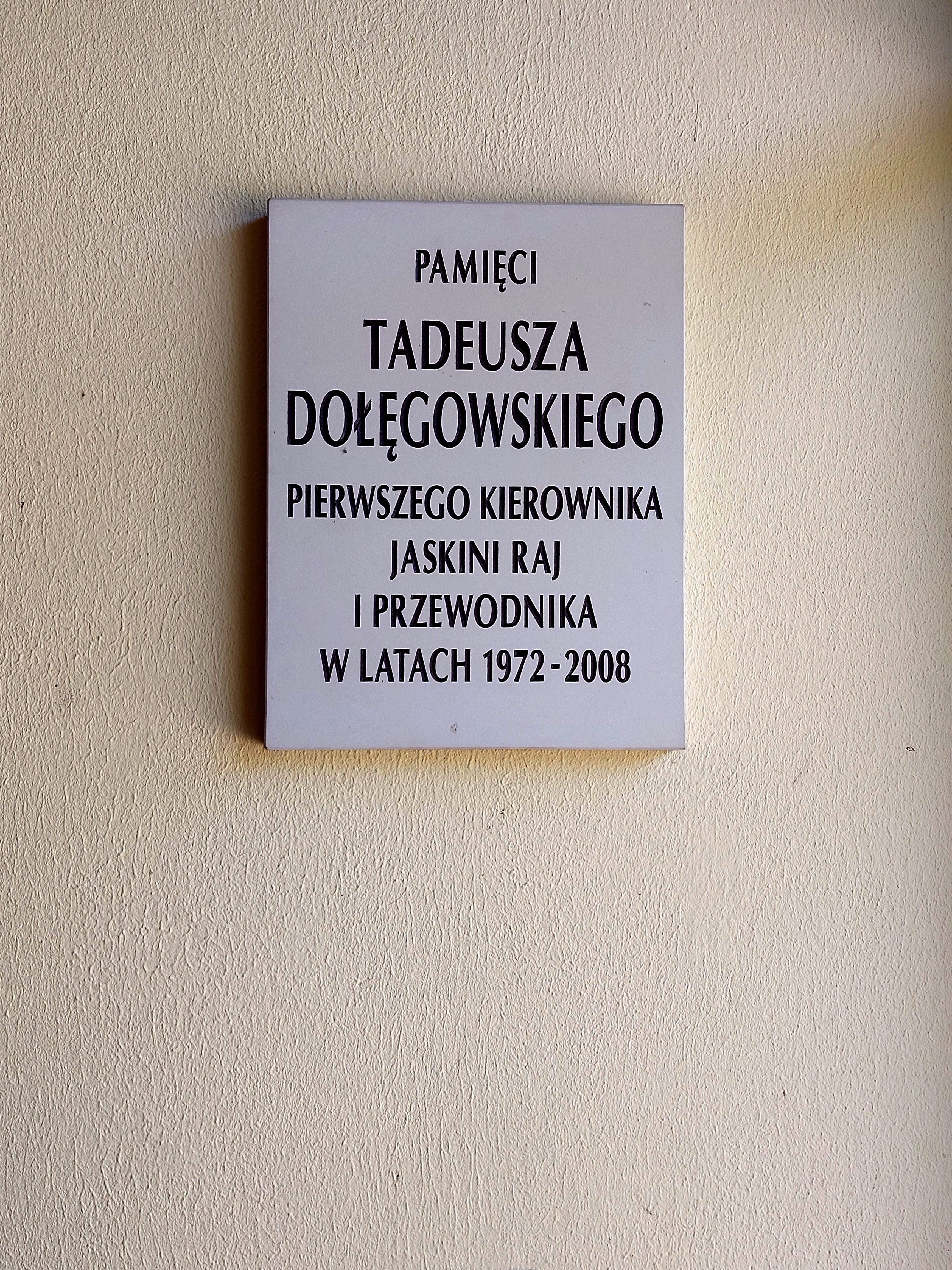
Меморіальна дошка на честь Тадеуша Доленговського біля входу до печери Рай
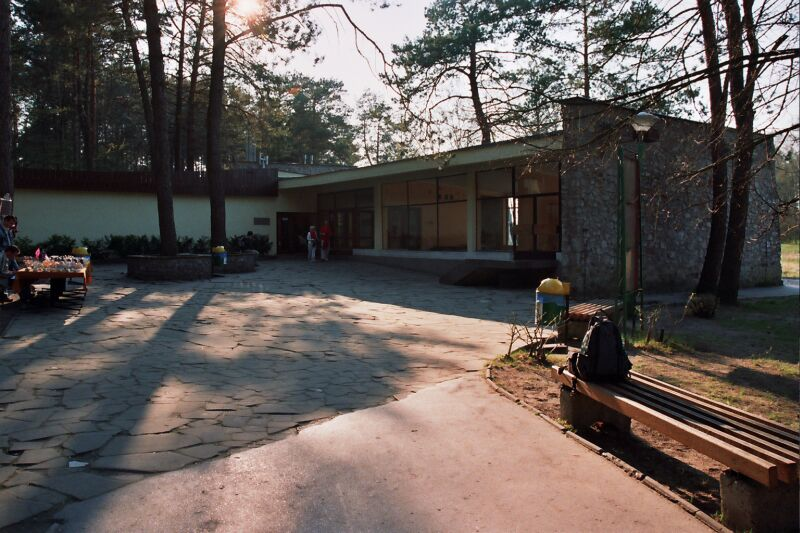
Вхідний павільйон (2005)
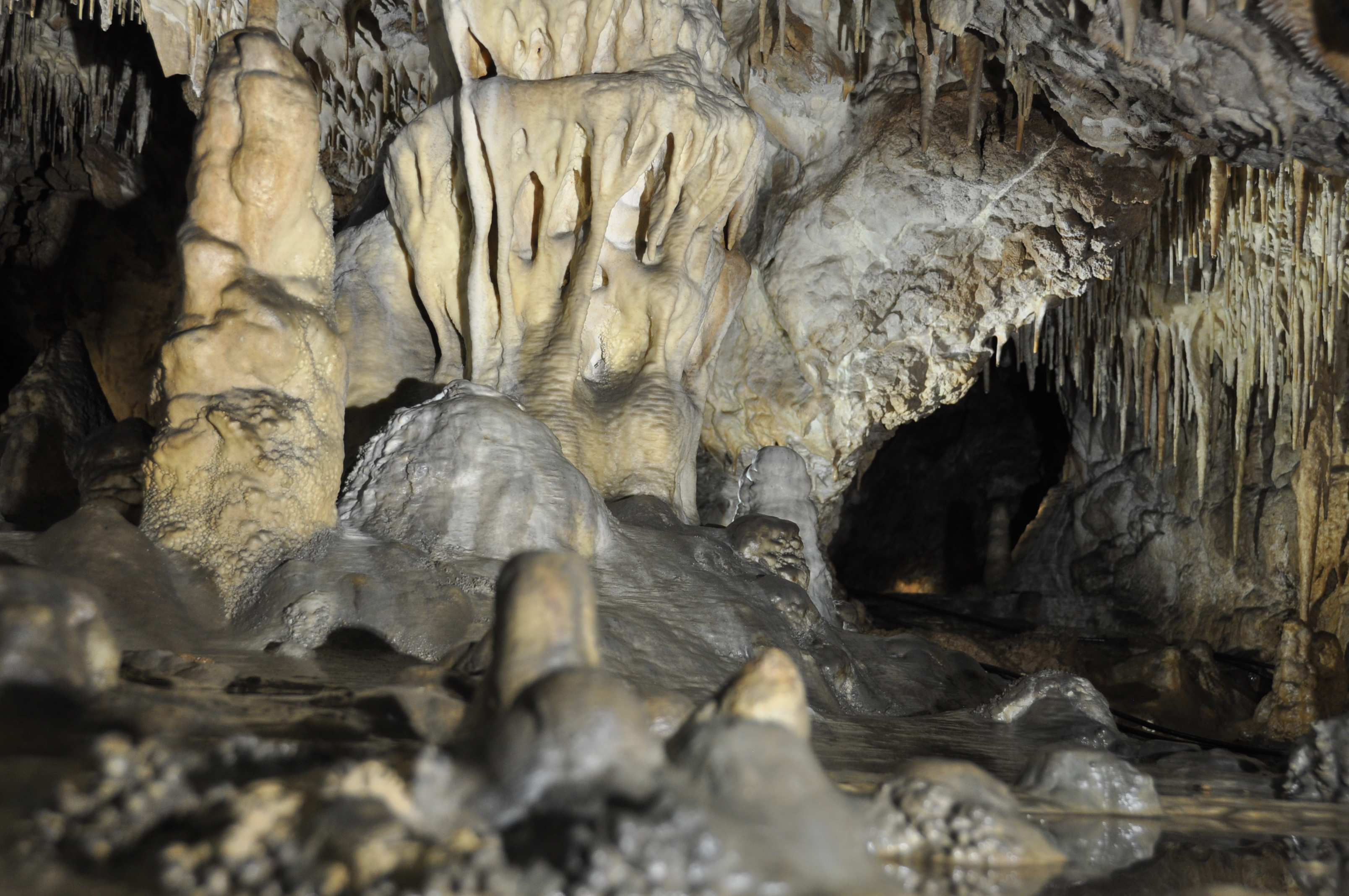
Натечні утворення (2020)
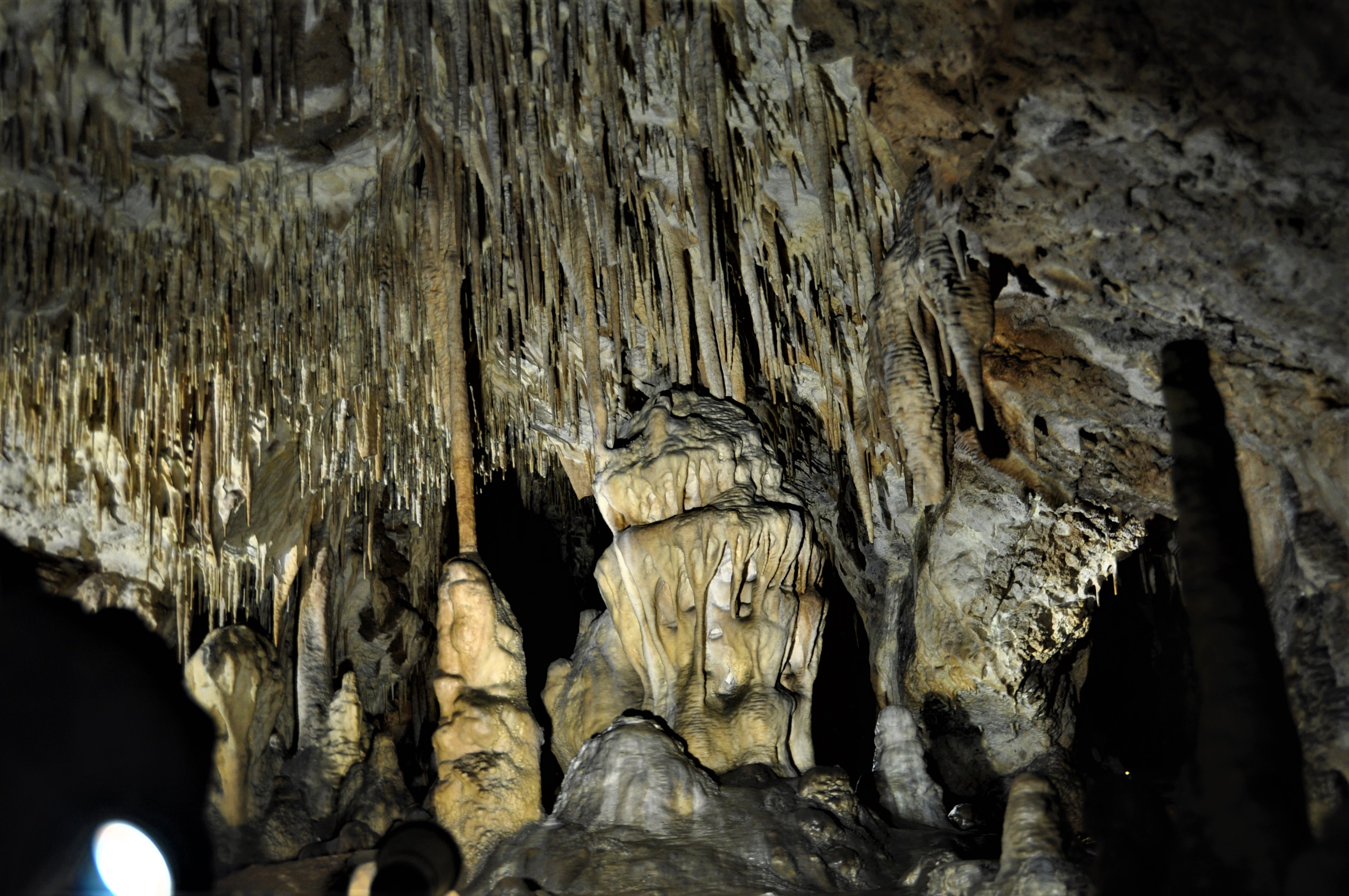
Скупчення сталактитів (2020)
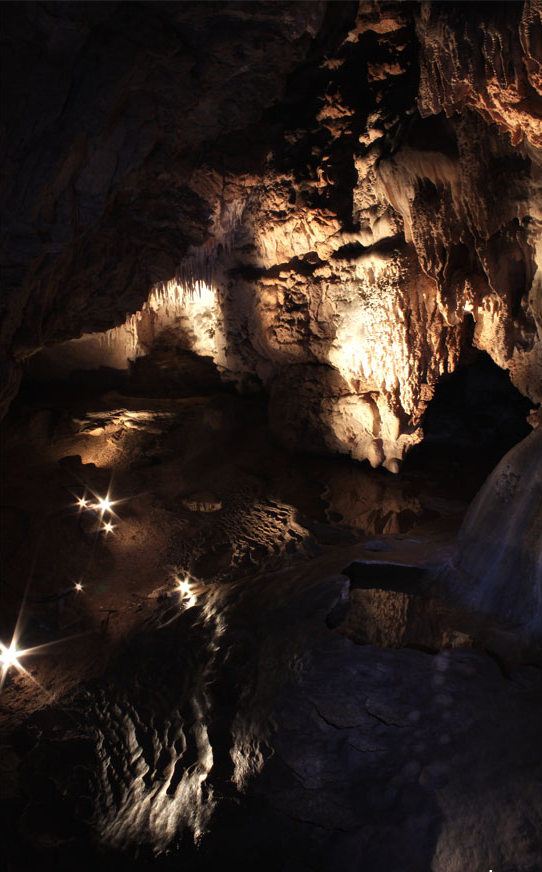
Інтер'єр (2010)